# Omicron Aquarii
Omicron Aquarii (Kae Uh, 31 Aquarii) é uma estrela na direção da constelação de Aquarius. Possui uma ascensão reta de 22h 03m 18.83s e uma declinação de −02° 09′ 19.2″. Sua magnitude aparente é igual a 4.74. Considerando sua distância de 381 anos-luz em relação à Terra, sua magnitude absoluta é igual a −0.60. Pertence à classe espectral B7IVe. É uma estrela variável γ Cassiopeiae.